# Смешните балони
Смешните Балони е руски анимационен сериал, който се фокусира върху общата аудитория. Направен в рамките на образователен проект „Свят без насилие“ и се извършва с подкрепата на Руското министерство на културата.
Сериала разказва за приключенията на Смешните балони – кръгли същества, живеещи в Страната на Смешните балони и попадат в различни приключения. Основния сериал съдържа повече от 450 епизоди, сред които са като чисто развлекателни, така и разкрива сериозни и дори философски теми, така че анимацията е подходяща както за деца, така и за възрастни. Продължителност на епизод е от 6 до 13 минути (включително интро и оутро). Някои епизоди се състоят от две части, например епизода „Ефектът на Двете баби“ – или три. В допълнение към основните телевизионния сериал е създаден и пълнометражен филм-предистория на „Смешните балони:Началото“, "Смешните Балони: Легендата за златния дракон" и редица спин-оф сериали с образователен характер „Пин-код“ и „Азбуката“. На базата на комикс е създадена и видео игра „Шарарам“.

## Сюжет и герои
Смешните балони – стилизирани различни животни, същества с кръгла форма. Сред Смешните балони няма злодеи, ако не се броят няколко единични епизода. Действието се случва в Страната на Смешните балони, отделена от Големия Свят море, пустиня, гора и планина. Смешните балони живеят много приятелски колектив, участват в различни ежедневните приключения, попадат в необичайни, а понякога и опасни ситуации.

## Спин-офи

### Азбуката (2006 – 2012)
Азбука Смешариков – поредица от кратки анимационни филми поучителен и образователен характер. Общо освободен 72 серия е с продължителност от 30 секунди до 6 минути, 30 секунди. В състава на Азбук излезе няколко цикъла: за безопасността на движението по пътищата, правила за безопасност и ОБЖ, здраве, морал, умения четене, правата на детето и др

### Пин-Код
„Пин-Код“ – спин-оф анимационен сериал, чиято цел е развитието на интереса към предпазни средства, програмиране и науката при деца от 4 до 14 години. Първоначално е трябвало да е флаш-анимация (пилотния епизод „Спасени“ е бил направен в тази график), но по-късно са се отказали от тази идея и решили да мине към 3D компютърна анимация. Сериала се е излъчвал по Първи канал. Спин-офа съдържа 84 епизоди.

### Новите приключения
„Смешните балони: Новите приключения“ – триизмерно продължението на „Смешните балони“. Излъчва се от 27 октомври 2012 г. до 28 декември 2013 година, има един сезон, състоящ се от 57 епизода. Сюжетни линии анимационен сериал в по-голямата си част продължават сюжета на „Смешните балони 2D“. Изход за продължаване на „Смешариков“ е насрочен за 11 ноември 2011, но действителната премиера на анимационния сериал по телевизията е на 27 октомври 2012 година. Съдържа 57 епизода.

## Пълнометражни филми
22 декември 2011 г. излезе първият пълнометражен анимационен филм „Смешните балони:Началото“ във формат 3D, разказва за историята за запознанството на Смешните балони с големия свят. На 26 януари 2012 г. филмът излезе на DVD, а телевизионната премиера е на 1 април 2012 г. по Първи канал. На 17 март 2016 г. се състоя премиерата на още един пълнометрен 3D-анимационен филм „Смешните балони:Легендата за златния дракон“, режисиран от Денис Чернов. На 27 април 2018 г. се състоя премиерата на още един пълнометражен 3D-анимационен филм (Смешните балони: Дежавю.)

## Пауза и възобновяване
Шоуто беше спряно през 2012 г. По-късно, в интервю за агенция РИА Новости, продуцентът на сериала Юлия Николаева отбеляза, че „паузата е взета, вероятно защото екипът е бил малко уморен от толкова много произведено съдържание“ През ноември 2019 г. вестник „Комерсант“ съобщи, че Яндекс ще финансира производството на петия сезон, като инвестира 100 милиона рубли в него; цената на целия сезон беше оценена на 130 милиона рубли. Бюджетът за един епизод ще бъде около 2,5 милиона рубли (40 000 долара за 2019 г.). Шоуто първо ще се проведе в услугите KinoPoisk HD и Yandex.Efir, а след това в един от руските телевизионни канали. Беше посочено също, че Yandex ще получи правата за ексклузивно показване на друго съдържание на Riki, включително новия сезон на „Малки балони“, отделяне на основния сериал Премиерата на новия сезон на Смешните балони се състоя на 18 май 2020 г